# Epistemicidio
El epistemicidio consiste en la marginación, jerarquización y destrucción sistemática, total o parcial, de saberes y conocimientos de una etnia o pueblo originario no occidental. El término, atribuido al sociólogo portugués Boaventura de Sousa Santos, se ha utilizado por diversos investigadores para describir la influencia de la colonización europea (blanca) y del imperialismo capitalista en la instauración de sistemas desiguales que producen injusticias epistémicas. En esencia, se consuma un epistemicidio cuando desaparece o se tergiversa cualquier saber que no se asimiló en la cultura blanca/occidental. Es un subproducto del colonialismo instaurado por el avance imperialista europeo sobre los pueblos de Asia, África y América.
Los sujetos que cometen este acto generalmente son instituciones y personas alienados con el pensamiento neocolonizador y etnocentrista que optan por promulgar el enfoque no pluricultural, con monoculturas del saber, del tiempo lineal, de los idiomas, de educación doctrinaria, de economía extractiva y de la identidad homogénea.
Fenómenos como el antiziganismo y la explotación laboral y cultural de los pueblos indígenas perpetrada en México desde la época colonial han sido descritos como ejemplos de epistemicidios.